# 望月潤一
望月潤一（もちづき じゅんいち、1918年7月6日 - 1993年10月10日）は、東京府出身のプロ野球選手（投手）。

## 来歴・人物
早稲田実業で1934年夏、1935年夏、1936年春は一塁手、1936年夏は投手として甲子園に計4回出場。1936年夏は当時の宿敵育英商業に1対1で迎えた9回裏、サヨナラ負けを喫した。早実の同期に太田健一がいる。1937年卒業後太田と共に、その年に結成されたイーグルスに入団。翌年の秋季リーグから1940年に兵役で招集されるまでイーグルスの左の主戦投手として活躍。
180cmの長身からのドロップ（縦に割れるカーブ）を決め球とした。1938年には防御率1点台投手として、バッキー・ハリス、亀田忠らとともに東西対抗にも選出された。ハリスが戦争のため帰国した1939年は初の1シーズン制となり、全96試合中、約半分の46試合に主に先発出場。ハリスの帰国で攻撃力が落ちたチーム事情もあり、27敗（8勝）を喫した。望月は当時を回想し「あの年は投げても投げても負けばかりで流石に参ったよ。何しろ完封しないと勝てないんだ。」と言い残したが、その年の防御率が3.01だったことを考えると頷ける（その年のチームの得点力は1.88/試合）。
打者として特筆すべき記録はないが、入団したての春、チームが全盛期の沢村栄治と対戦し、打撃陣が手も足も出なかった時、突然代打に指名され目を瞑って3回振って来いと言われ、本当に3回振ったが掠りもしなかった。また、当時の沢村に対する印象は「ワンバウンドするかと思う低めの速球が胸元までポップしてくるかつて経験したことのない速さと伸びのある投球だった」と語った。
終戦後の1946年に戦地から帰国、一時パシフィックに在籍したが肩の故障もあり、社会人野球の間組で打者として活躍。その後、妻の郷里の淡路島に移り住み、洲本高校の1953年春のセンバツ全国制覇に指導者の1人としてチームのレベルアップに貢献。また、家業の傍らボランティアで島内の野球審判長、三洋電機洲本のコーチなどを歴任。1993年に亡くなるまで、淡路島の野球の発展に携わった。
1976年にプロ野球のOB会の招待で日本シリーズを観戦にきたハリスと阪急西宮球場で、38年ぶりの涙の再会を果たした。

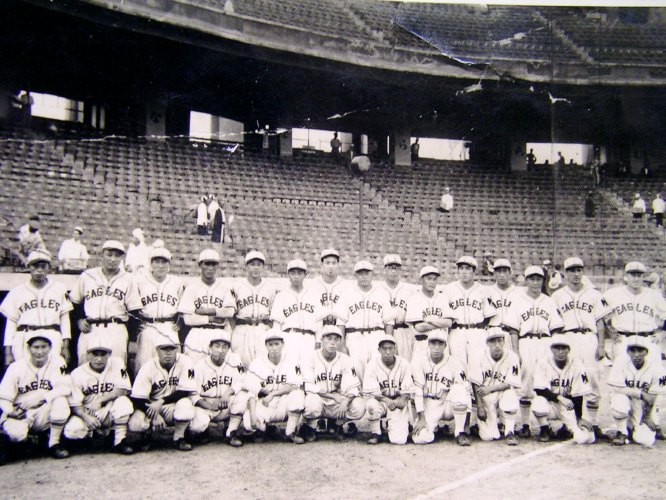
イーグルスのチーム集合写真。望月は後列左から７人目。後列右端はハリス

## 詳細情報

### 年度別投手成績
| 年 度    | 球 団      | 登 板 | 先 発 | 完 投 | 完 封 | 無 四 球 | 勝 利 | 敗 戦 | セ 丨 ブ | ホ 丨 ル ド | 勝 率 | 打 者 | 投 球 回 | 被 安 打 | 被 本 塁 打 | 与 四 球 | 敬 遠 | 与 死 球 | 奪 三 振 | 暴 投 | ボ 丨 ク | 失 点 | 自 責 点 | 防 御 率 | W H I P |
| -------- | ---------- | ----- | ----- | ----- | ----- | -------- | ----- | ----- | -------- | ----------- | ----- | ----- | -------- | -------- | ----------- | -------- | ----- | -------- | -------- | ----- | -------- | ----- | -------- | -------- | ------- |
| 1937春   | イーグルス | 3     | 1     | 1     | 0     | 0        | 0     | 1     | --       | --          | .000  | 57    | 11.0     | 11       | 0           | 15       | --    | 0        | 3        | 0     | 1        | 14    | 9        | 7.36     | 2.36    |
| 1937秋   | イーグルス | 4     | 0     | 0     | 0     | 0        | 0     | 0     | --       | --          | ----  | 55    | 12.2     | 10       | 0           | 9        | --    | 0        | 3        | 0     | 0        | 7     | 7        | 4.85     | 1.50    |
| 1938春   | イーグルス | 3     | 0     | 0     | 0     | 0        | 0     | 0     | --       | --          | ----  | 43    | 10.1     | 8        | 0           | 2        | --    | 0        | 5        | 0     | 0        | 4     | 3        | 2.45     | 0.97    |
| 1938秋   | イーグルス | 9     | 6     | 5     | 1     | 0        | 3     | 4     | --       | --          | .429  | 281   | 67.1     | 52       | 1           | 30       | --    | 2        | 35       | 1     | 0        | 28    | 15       | 1.99     | 1.22    |
| 1939     | イーグルス | 46    | 35    | 22    | 3     | 0        | 8     | 27    | --       | --          | .229  | 1324  | 295.2    | 278      | 8           | 166      | --    | 5        | 120      | 4     | 2        | 146   | 99       | 3.01     | 1.50    |
| 通算:3年 | 通算:3年   | 65    | 42    | 28    | 4     | 0        | 11    | 32    | --       | --          | .256  | 1760  | 397.0    | 359      | 9           | 222      | --    | 7        | 166      | 5     | 3        | 199   | 133      | 3.02     | 1.46    |

- 各年度の太字はリーグ最高

### 背番号
- 5（1937年 - 1938年）
- 不明（1939年）
- 20（1946年途中 - 同年途中）
- 21（1946年途中 - 同年終了）